# Jean-Paul Mauric
Jean-Paul Mauric, né le 17 juin 1933 à Hyères (Var) et mort le 5 janvier 1971 à Marseille (Bouches-du-Rhône), est un chanteur français.

## Biographie

### Carrière
Jean-Paul Mauric a enregistré 19 disques 45 t pour le Label Festival, et pour La Voix de son Maitre, 1 pour Ducretet Thomson, et plus de 200 titres pour Multi-Techniques.
Le 18 février 1961, il est candidat de la sélection française pour le Grand Prix Eurovision 1961. À la fin de cette émission présentée par Jacqueline Joubert, il gagne face à cinq concurrents : Isabelle Aubret, Christiane Lasquin, Bernard Stéphane et Sophie Darel. Il est sélectionné par l'ensemble des téléspectateurs de la RTF pour représenter la France au Concours Eurovision de la chanson 1961.
Le 18 mars 1961, il participe au Grand Prix Eurovision 1961 de la chanson européenne, à Cannes en France et présenté par Jacqueline Joubert. Il représente la France avec le titre Printemps, Avril carillonne, écrit par Guy Favereau et composé par Francis Baxter et sous la direction du chef d'orchestre Franck Pourcel. Il passe en 9e position sur les seize pays en compétition. Au terme de la cérémonie, après le vote final, il se classe 4e sur 16 pays. Le concours est remporté par Jean-Claude Pascal pour le Luxembourg avec la chanson Nous les amoureux.
Jean-Paul Mauric est finaliste à "La Rose d'Or" de la Chanson à Antibes en 1965 avec une chanson de Raymond Mamoudy et Armand Gomez : Écrit comme une symphonie. Cette œuvre française deviendra un très grand succès au Canada avec l'interprétation de Shirley Théroux (Disques Trans Canada).[réf. nécessaire]
Il a interprété notamment Jolie Môme de Léo Ferré, Carillon d'Alsace, Les Fiancés d'Auvergne, Tendresse de André Verchuren et Guy Favereau, ou encore C'est joli la mer de Mános Hadjidákis.

### Mort et hommages
Jean-Paul Mauric meurt des suites d'une maladie cardiaque à 37 ans, en laissant son épouse et ses deux petites filles. Il est inhumé au cimetière de Hyères (Var).
La commune de La Crau a donné son nom à son centre culturel.
En 2009, le label Marianne-Mélodie édite un album double-cd reprenant 48 enregistrements Festival (1958-1963) en hommage à Jean-Paul Mauric, "le Prince charmant de la chanson populaire des années 1960". Le coffret est complété par un livret présentant les visuels et le détail de la discographie période Festival, et une biographie complète et exacte.